# Serra de Mul
Mul és una serralada muntanyosa al districte de Chanda (modern districte de Chandrapur) a Maharashtra, propera a la ciutat de Mul, que s'estén a uns 30 km al nord i sud i 25 km a l'oest de la ciutat. Estan regats pels rius Dhoni i Jhiri al sud i Kholsa a l'oest. Hi viuen alguns gonds antigament dedicats a la cacera dels elefants.